# هنری لاو
هنری لاو (چینی ساده: 刘宪华; چینی سنتی: 劉憲華; کره‌ای: 헨리؛ انگلیسی: Henry Lau؛ زادهٔ ۱۱ اکتبر ۱۹۸۹) که بیشتر با نام هنری (انگلیسی: Henry) شناخته می‌شود، خواننده، ترانه‌پرداز، موسیقی‌دان، تهیه‌کننده موسیقی و بازیگر کانادایی ساکن کره جنوبی و چین است. او در سال ۲۰۰۸ به عنوان یکی از اعضای گروه سوپر جونیور فعالیت خود را آغاز کرد. او در سال ۲۰۱۳ با انتشار آلبوم چندآهنگه تله فعالیت انفرادی را آغاز کرد. ترانه «It's You» که در سال ۲۰۱۷ منتشر شد، تبدیل به آهنگ موسیقی متن کره‌ای با بیشترین استریم در اسپاتیفای برای دو سال پشت سر هم در سالهای ۲۰۱۸ و ۲۰۱۹ شد. در سال ۲۰۱۸، هنری کمپانی اس‌ام انترتینمنت را پس از اتمام قراردادش ترک کرد و سپس به مانستر انترتینمنت گروپ پیوست.